# BioWare
BioWare er et canadisk spilfirma. BioWare blev grundlagt i 1995 af Ray Muzyka og Greg Zeschuk. Deres hovedsæde ligger i Edmonton, Alberta, Canada. BioWare er blevet meget kendte for deres rollespil bl.a. Baldur's Gate-serien, Mass Effect-serien, og Neverwinter Nights spillet. Firmaet blev i 2007 opkøbt af EA og blev således en del af EA men beholdt sin egen branding.

## Spil
| Titel                                                       | Udgivelsesår | Genre      | Spilmotor       | Noter                                                   |
| ----------------------------------------------------------- | ------------ | ---------- | --------------- | ------------------------------------------------------- |
| Shattered Steel                                             | 1996         | Mech sim   |                 |                                                         |
| Baldur's Gate                                               | 1998         | RPG        | Infinity Engine |                                                         |
| Baldur's Gate: Tales of the Sword Coast                     | 1999         | RPG        | Infinity Engine | expansion pack til Baldur's Gate                        |
| MDK2                                                        | 2000         | TPS        | Omen Engine     |                                                         |
| Baldur's Gate II: Shadows of Amn                            | 2000         | RPG        | Infinity Engine |                                                         |
| Baldur's Gate II: Throne of Bhaal                           | 2001         | RPG        | Infinity Engine | expansion pack til Baldur's Gate II                     |
| Neverwinter Nights                                          | 2002         | RPG        | Aurora Engine   |                                                         |
| Neverwinter Nights: Shadows of Undrentide                   | 2003         | RPG        | Aurora Engine   | expansion pack til Neverwinter Nights                   |
| Neverwinter Nights: Hordes of the Underdark                 | 2003         | RPG        | Aurora Engine   | expansion pack til Neverwinter Nights                   |
| Star Wars: Knights of the Old Republic                      | 2003         | RPG        | Odyssey Engine  |                                                         |
| Jade Empire                                                 | 2005         | RPG        | Odyssey Engine  |                                                         |
| Mass Effect                                                 | 2007         | RPG        | Unreal Engine 3 |                                                         |
| Sonic Chronicles: The Dark Brotherhood                      | 2008         | RPG        |                 |                                                         |
| Mass Effect Galaxy                                          | 2009         | action RPG | Torque          |                                                         |
| Dragon Age: Origins                                         | 2009         | RPG        | Eclipse Engine  |                                                         |
| Mass Effect 2                                               | 2010         | RPG        | Unreal Engine 3 | January 26, 2010                                        |
| Dragon Age: Origins - Awakening                             | 2010         | RPG        | Eclipse Engine  | March 16, 2010 - expansion pack til Dragon Age: Origins |
| Dragon Age II                                               | 2011         | RPG        | Lycium Engine   | annonceret 2009, udgivet 11. marts 2011 i Europa.       |
| Star Wars: The Old Republic                                 | 2011         | MMORPG     | HeroEngine      | annonceret 2008                                         |
| Mass Effect 3                                               | 2012         | RPG        | Unreal Engine 3 | 3. Marts                                                |
| Star Wars: The Old Republic – Rise of the Hutt Cartel       | 2013         | MMORPG     | HeroEngine      | udgivet 14. april                                       |
| Star Wars: The Old Republic – Galactic Starfighter          | 2014         | MMORPG     | HeroEngine      | Expansion til Star Wars: The Old Republic.              |
| Star Wars: The Old Republic – Galactic Strongholds          | 2014         | MMORPG     | HeroEngine      | Expansion til Star Wars: The Old Republic.              |
| Dragon Age: Inquisition                                     | 2014         | RPG        | Frostbite 3     | efterår                                                 |
| Star Wars: The Old Republic – Shadow of Revan               | 2014         | MMORPG     | HeroEngine      | Expansion til Star Wars: The Old Republic.              |
| Star Wars: The Old Republic – Knights of the Fallen Empire  | 2015         | MMORPG     | HeroEngine      | Expansion til Star Wars: The Old Republic.              |
| Star Wars: The Old Republic – Knights of the Eternal Throne | 2016         | MMORPG     | HeroEngine      | Expansion til Star Wars: The Old Republic.              |
| Anthem                                                      | 2019         | MMORPG     | Frostbite 3     |                                                         |

## Spilmotorer
Tekst mangler, hjælp os med at skrive teksten